# Mayra Enríquez Vanderkam
Mayra Angélica Enríquez Vanderkam (Tlaquepaque, Jalisco; 2 de febrero de 1971-León, Guanajuato; 7 de julio de 2017) fue una abogada y política mexicana, miembro del Partido Acción Nacional, que fue diputada federal de 2015 hasta su fallecimiento en el cargo en 2017.

## Estudios
Mayra Enríquez fue licenciada en Derecho por la Universidad del Bajío, tenía además una maestría en Dirección y Gestión Pública Local por la Universidad Carlos III de Madrid, España; además de varios otros cursos y diplomados.

## Carrera política
Miembro del PAN desde 1988, ocupó los cargos de regidora en el Ayuntamiento de León y secretaria del ayuntamiento en la administración del alcalde Ricardo Sheffield Padilla.
En dos ocasiones fue elegida diputada al Congreso de Guanajuato, de 2000 a 2003 y de 2006 a 2009. En 2015 fue elegida diputada federal por el principio de representación proporcional a la LXIII Legislatura que concluiría en 2018; en esta legislatura ocupó los cargos de secretaria de la comisión de Seguridad Pública e integrante de las comisiones de Justicia, de Transparencia y Anticorrupción y de Delitos cometidos por razones de género.
Falleció en ejercicio de su cargo de diputada el 7 de julio de 2017 a causa de un padecimiento de cáncer.